# 全巴基斯坦工会联合会
全巴基斯坦工会联合会（乌尔都语： آل پاکستان ٹريڈ يونين فيڈريشن）是目前巴基斯坦规模第二大的全国性工会联合会。它成立于1988年，有240个附属工会，还容纳了所属行业没有相关组织的工人（砖窑工人、油轮工人和编织地毯的工人）。
全巴基斯坦工会联合会称自己是一个独立和民主的全国性工会联合会，致力于将全国各地的工人组织起来。
该组织是革命政党和组织国际协调的成员。该组织曾与法国托洛茨基主义理论家皮埃尔·朗贝尔指导建立的“争取工人国际国际联络委员会”保持密切的关系。